# Decua cucurbita
Decua cucurbita är en insektsart som först beskrevs av Ball 1936.  Decua cucurbita ingår i släktet Decua och familjen dvärgstritar. Inga underarter finns listade i Catalogue of Life.